# Браниця (потік)
Браниця (словац. Bránica) — річка в Словаччині, ліва притока Варінки, протікає в окрузі Жиліна.
Довжина приблизно 6.9 км. Витік знаходиться в масиві Мала Фатра — частина Криванська Фатра — схил гори Великий Кривань — на висоті близько 1420 метрів. Протікає територією села Бела.
Впадає у Варінку на висоті приблизно 455-460 метрів.